# Scottdale (Georgia)
Scottdale è una città degli Stati Uniti d'America, classificata come CDP e situata nello Stato della Georgia, nella contea di DeKalb. Si trova nell'area metropolitana a est di Atlanta.